# Joe Pistone
Joseph Dominick Pistone, detto Joe, noto anche con lo pseudonimo di Donnie Brasco (Erie, 17 settembre 1939), è un ex agente segreto e scrittore statunitense che, sotto copertura da parte dell'FBI per sei anni, dal 1976 al 1982, si è infiltrato nella famiglia Bonanno, e in misura minore anche nella famiglia Colombo, due delle cinque famiglie della mafia di New York.
Pistone ha dichiarato che sarebbe diventato un affiliato se avesse ucciso il capo regime Phillip Giaccone nel dicembre 1981. Questo contratto fu annullato, ma Pistone fu contattato in seguito per uccidere Anthony Indelicato, figlio di Alphonse Indelicato "Sonny Red". Pistone è stato un agente dell'FBI per 17 anni, dal 1969 fino alle dimissioni nel 1986. Le prove raccolte da Pistone hanno portato a oltre 200 accuse e oltre 100 condanne di membri della Mafia, provocando anche l'uccisione di alcuni mafiosi ritenuti responsabili per la sua infiltrazione nella famiglia.
Pistone è stato un pioniere nel lavoro sotto copertura a lungo termine. L'ex direttore dell'FBI, J. Edgar Hoover, che morì nel 1972, non voleva che gli agenti dell'FBI lavorassero sotto copertura per paura che diventassero corrotti; il lavoro di Pistone contribuì a convincere l'FBI che sfruttare agenti sotto copertura, invece di affidarsi esclusivamente agli informatori, fosse uno strumento cruciale delle forze dell'ordine. Pistone raccontò nel dettaglio la sua esperienza sotto copertura nel suo libro del 1988 intitolato Donnie Brasco: My Undercover Life in the Mafia, che diventò la base per il film biografico del 1997 intitolato Donnie Brasco.

## Biografia
Joseph Dominick Pistone è nato a Erie, in Pennsylvania, nel 1939. Cresciuto nel quartiere Sandy Hill di Paterson, nel New Jersey, da padre calabrese e madre siciliana; frequentò la Eastside High School. Sì laureò in antropologia nel 1965 al "Paterson State College" (ora "William Paterson University"). Dopo un anno come insegnante nella Paterson School, lavorò per l'Office of Naval Intelligence e divenne un agente speciale del Federal Bureau of Investigation nel 1969. Nel 1974 fu trasferito a New York e assegnato alla squadra per i furti di camion. La sua abilità nel guidare gli autoarticolati e bulldozer fu importante per quello che sarebbe diventato il suo primo ruolo di rilievo sotto copertura come infiltrato in una banda che rubava veicoli. La sua penetrazione nel gruppo permise di arrestare oltre 30 persone lungo la Eastern Seabord nel febbraio 1976. Fu descritta, al tempo, come una delle più grandi e redditizie serie di furti spezzata negli Stati Uniti.

### Carriera come Donnie Brasco
Pistone fu scelto come agente sotto copertura perché era di origini siciliane, parlava fluentemente l'italiano e aveva acquistato confidenza con la mafia essendo cresciuto a Paterson. Disse inoltre che non si sentiva sotto pressione ed era consapevole dei codici di sistema e condotta della mafia. All'operazione fu dato il codice "Sun-Apple" (Sole-Mela) in quanto comprimeva due operazioni simultanee che si verificarono a Miami (Sunny Miami) e a New York (The Big Apple). Dopo un intenso lavoro sul background, il nome Donald Brasco fu ritenuto adatto e nel settembre 1976 Pistone cominciò a lavorare sotto copertura nei panni di un ladro di gioielli. Pistone ha dichiarato che l'obiettivo principale non era quello di infiltrarsi nella mafia, ma di indagare su un gruppo di persone che vendeva beni rubati che provenivano dal gran numero di furti di camion che avvenivano ogni giorno a quell'epoca (da cinque a sei al giorno). Era previsto che l'operazione sotto copertura sarebbe durata circa sei mesi, anziché i sei anni che alla fine durò.

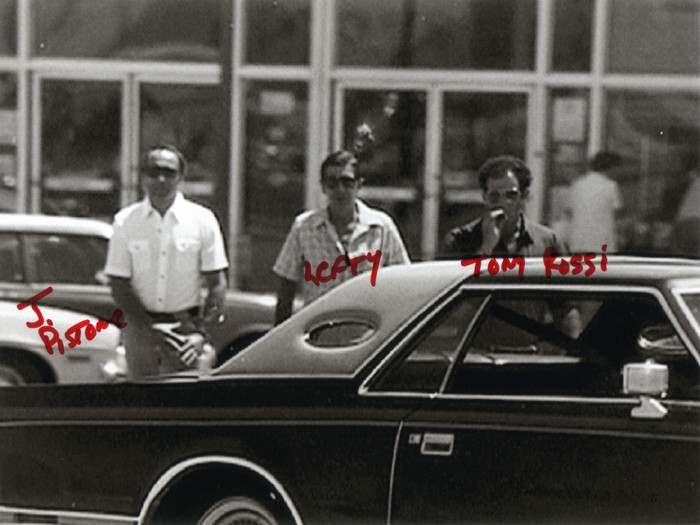
Una foto scattata dall'FBI durante un pedinamento. Da sinistra: Donnie Brasco, Benjamin "Lefty" Ruggiero e Tony Rossi.

Mentre Pistone stava investigando sulla famiglia Bonanno, Bob Delaney, agente sotto copertura con il nome di "Bobby Covert", anche conosciuto come "Bobby Smash", incominciò a investigare sul crimine organizzato nel New Jersey. Durante le indagini mantenne un legame con le famiglie mafiose, che, a un determinato prezzo, avrebbero potuto allentare le pressioni dei sindacati sui suoi affari. I due agenti si incontrarono attraverso il capo regime della famiglia Colombo Nicholas Forlano, anche se nessuno dei due sapeva dell'altro. Successivamente Pistone sviluppò un rapporto molto stretto con il capo regime della famiglia Bonanno Dominick Napolitano detto "Sonny Black", con Michael Sabella ed Anthony Mirra e fu guidato sulla via della mafia dal soldato della Famiglia Bonanno Benjamin Ruggiero, detto Lefty. Fu quest'ultimo a fornire inavvertitamente molte prove a Pistone, poiché generalmente i membri della mafia non parlano con i non membri dell'attività delle altre bande.
L'operazione di Pistone finì, dopo sei anni, quando Napolitano gli ordinò di uccidere Anthony Indelicato, che aveva in precedenza eluso un incontro in cui suo padre Alphonse Indelicato, insieme a Phillip Giaccone detto "Philly Lucky" e Dominik Trinchera detto "Big Trin" erano morti. Pistone non testimoniò mai né fu coinvolto nell'omicidio dei tre. Due giorni dopo, agenti dell'FBI informarono Napolitano e Ruggiero che il loro associato da lungo tempo era di fatto un agente dell'FBI. Poco dopo Napolitano fu assassinato per aver permesso a un agente dell'FBI di infiltrarsi nella famiglia: gli spararono e poi, come segno dello sgarro che doveva pagare, gli mozzarono le mani. Il boss dei Bonanno Joseph Massino è stato condannato nel 2004 per aver ordinato l'omicidio. Ruggiero rischiò a sua volta di essere ucciso, ma fu arrestato dall'FBI per prevenirne l'uccisione.
Dopo l'omicidio di Napolitano la mafia mise una taglia di 500 000 dollari sulla testa di Pistone. Anche se si dice che il contratto non sia più valido, Pistone viaggia sotto falso nome e ha una licenza per poter usare un'arma da fuoco. Pistone non può comunque mettere piede ad Atlantic City, nel New Jersey, a New York City o in qualunque località con un'alta presenza della mafia. Pistone continua a essere attivo come autore e consulente di organismi preposti all'applicazione della legge, come Scotland Yard, ed è stato chiamato a testimoniare davanti al Senato statunitense come esperto sul crimine organizzato.

## Influenza culturale
Pistone ha raccontato dettagliatamente la sua esperienza come agente infiltrato nel suo libro del 1987 Donnie Brasco: My Undercover Life in Mafia. Questo libro fu alla base del film del 1997 Donnie Brasco di Mike Newell, con Johnny Depp nel ruolo di Pistone e Al Pacino in quello di Ruggiero. Pistone ha rivisitato la sua esperienza come Donnie Brasco nel suo libro The Way of the Wiseguy (2004) e Donnie Brasco: Unfinished Business (2007). Ha anche scritto un romanzo, The Good Guys, con Salvatore Bonanno, figlio di Joe Bonanno. È stato inoltre produttore esecutivo di film relativi alla mafia, incluso il film del 2006 10th & Wolf. Nel 2008 l'artista italiana Rossella Biscotti lo ha intervistato nel suo video The Undercover Man. Roberto Saviano, in un capitolo del libro La bellezza e l'inferno (2009), descrive il suo incontro con Joe Pistone.